# A Little South Of Sanity (Live)
A Little South Of Sanity er Aerosmiths fjerde live album udgivet 20. oktober 1998. Indeholder optagelser fra Get A Grip og Nine Lives Turneerne. Det har solgt platin i både USA og i Canada. På verdensplan har albummet solgt over 2.5 million eksemplarer. Det nåede nummer #12 på Billboard og #36 på den britiske hitliste. Det regnes med rette, som bandets mest vellykkede live udgivelse.
Første del af albummet indeholder nyere hits fra bandets lange karriere. Hits som Love In A Elevator, Rag Doll, Cryin' og Angel. Andel del indeholder hits fra 70'erne, såsom Walk This Way, Sweet Emotion, Last Child og Back In The Saddle. Ved starten på andet set, kan man høre Steven Tyler, sige til publikum: Were where you in '78... Were the f... where you in '79.

## Musikere
- Tom Hamilton - bas
- Joey Kramer - trommer
- Joe Perry -  guitar, vokal
- Steven Tyler - vokal
- Brad Whitford - guitar